# Bakassa (Ouham)
Bakassa est une commune rurale de la préfecture de l’Ouham, en République centrafricaine. Elle s’étend au nord-est de la ville de Batangafo.

## Géographie
La commune de Bakassa est située au nord de la préfecture de l’Ouham.
|                | Tchad   |        |
| Nana-Markounda | Bakassa | Sido   |
| Hama           | Bédé    | Ouassi |

## Villages
Les villages principaux sont : Gpt Sabo et Ouogo Centre. 
La commune compte 30 villages en zone rurale recensés en 2003 : Badili, Banga, Besse, Bobara, Boudou, Dagba, Dakoyo, Danmadji 1, Danmadji 2, Dili, Dokaba, Donon, Gongnodjo, Kabo, Kadogo, Kambogo, Korobo, Maiboro, Maikoyo, Maissolo, Maitama, Mosngoumou, Nazikada, Ngaragba, Ngartoubam, Ouogo Centre, Palla, Sabo Centre, Tira 1, Tira 2.